# Hornillos de Cameros
Hornillos de Cameros település Spanyolországban, La Rioja autonóm közösségben. Hornillos de Cameros Ajamil, San Román de Cameros, Soto en Cameros, Munilla és Zarzosa községekkel határos. Lakosainak száma 12 fő (2024).

## Népesség
A település népessége az elmúlt években az alábbi módon változott:
| Lakosok száma | 18   | 15   | 14   | 13   | 14   | 18   | 21   | 17   | 23   | 12   |
|               | 2001 | 2004 | 2007 | 2009 | 2012 | 2014 | 2017 | 2019 | 2022 | 2024 |